# Legs (Keep Dancing)
Legs (Keep Dancing) är en låt framförd av Vanessa Williams, inspelad till hennes kommande nionde studioalbum (2024). Låten gavs ut till digitala streamingplattformar den 26 april 2024 av Williams nystartade egna skivbolag Mellian Music. "Legs (Keep Dancing)" blev hennes första musikutgivning på 15 år. "Legs (Keep Dancing)" skrevs av Chantry Johnson, Kjersti Long samt Williams' tidigare samarbetspartner Kipper Jones. Låten blev deras första samarbete sedan "The Comfort Zone" (1991) och tredje totalt. 
"Legs (Keep Dancing)" är en danspop-låt i medelsnabbt tempo. Den är ett lättsamt och glatt musikstycke som innehåller retroantydningar tack vare influenser av 1980-tals disco. Låtens tema och text inspirerades av Williams idol och avlidne kollega Diahann Carroll och hennes memoar The Legs Are the Last to Go (2008). Texten är upplyftande och beskrevs av en musikjournalist som en "kvinnohymn" i vilken Williams klargör att hon tänker fortsätta tro på sig själv oavsett sin ålder. Vid utgivningen mottog "Legs (Keep Dancing)" positiv kritik från musikjournalister vilka såg låten som en triumferande återkomst som blåste nytt liv i Williams musikkarriär och introducerade hennes livsverk till en ny yngre målgrupp.

## Bakgrund
Den 18 april 2024 meddelade den afroamerikanska tidskriften Ebony att Williams skulle släppa ny musik senare samma månad. Det skulle därmed bli hennes första musikutgivning på 15 år. Samma dag meddelades att Williams startat ett eget skivbolag, Mellian Music, som var ett samarbete med Mod Squad, LLC. Williams skivbolag hade även säkrat ett distributionsavtal med GoDigiPath, LLC samt ADA Worldwide, en division till hennes tidigare skivbolag Warner Music Group.
För att återstarta musikkarriären inledde hon ett samarbete med PR-strategen och konsultmanagern Steven C. Beer som tidigare jobbat åt Lady Gaga och Britney Spears. Enligt Tony Prendatt, verkställande direktör för Mod Squad, var Williams i slutskedet på skapandet av ett nionde studioalbum vilket hon finslipade i inspelningsstudion. Albumet var i samma nisch som Williams tidigare musik och kombinerade både akustisk- och elektronisk musik inom musikgenrer som pop, R&B, latinamerikansk musik, jazz, och dans. Prendatt sade: "Vanessa återintroducerar sig, vi är alla beslutsamma och exalterade att få vara en del i det." Cat Kreidich, president för ADA Worldwide, kommenterade: "Vi ser framemot det här spännande nya kapitlet i hennes karriär när hon återkopplar med fans som väntat tålmodigt på ny musik". Kreidich fortsatte: Det finns även en helt ny generation som kommer att få uppleva magin som är Vanessa Williams."

## Utgivning och marknadsföring

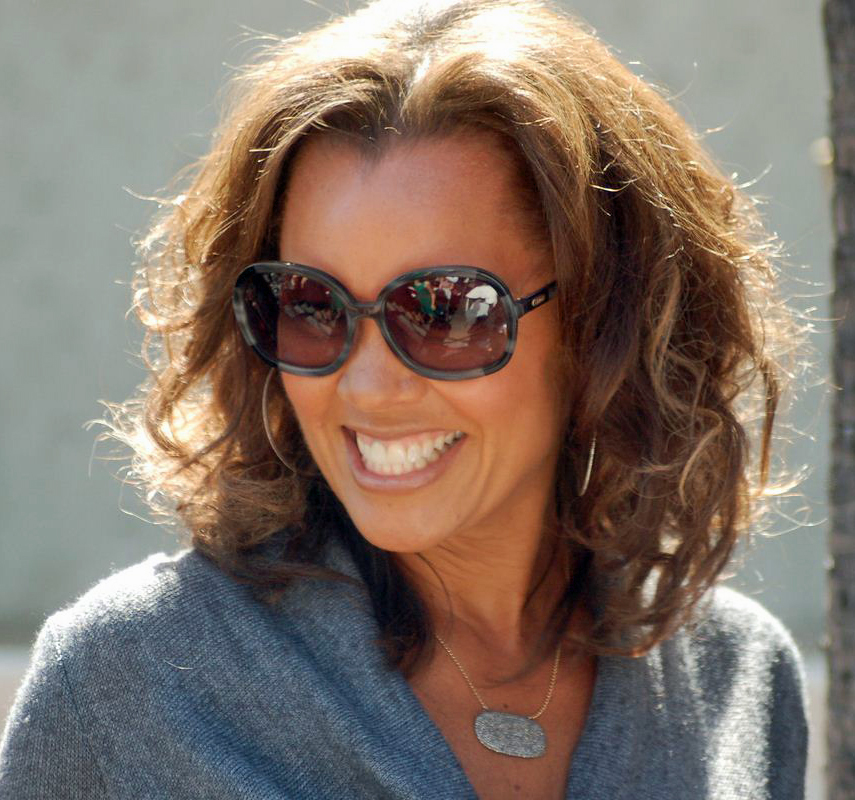
"Legs (Keep Dancing)" blev Williams (på bilden) första musikutgivning på 15 år.

"Legs (Keep Dancing)" gavs ut på streamingplattformar den 26 april 2024 som den första singeln från albumet. Möjlighet att förbeställa en digital version av singeln fanns tillgänglig från och med 12 april. Produktionsduon Bill "Peace Bisquit" Coleman och John J-C Carr skapade två officiella remixversioner till låten med titlarna "808 Beach Mix" och "Hustlin’ Club Mix". Versionerna inkluderades på The Remixes EP som trycktes upp på 12" vinyl och släpptes den 14 juni 2024.
En musikvideo släpptes samma dag som singeln. Den regisserades av Mike Ruiz och visar Williams utföra danskoreografi tillsammans med flera bakgrundsdansare i färgglada miljöer och i flera olika outfits. Innan utgivningen av låten och videon släpptes en teaser där Williams och hennes team håller en audition för att hitta dansare till videon. När dansarna inte levererar säger Williams: "Let me show these children how it's done" (ungefärligt översatt: "låt mig visa ungdomarna hur man gör) och kliver sedan upp på scenen. Erica Berlin från Music Times ansåg att Williams såg "otrolig ut" i videon och att hon med lätthet höll tempot med dansarna som var hälften hennes ålder.

## Koncept och inspelning

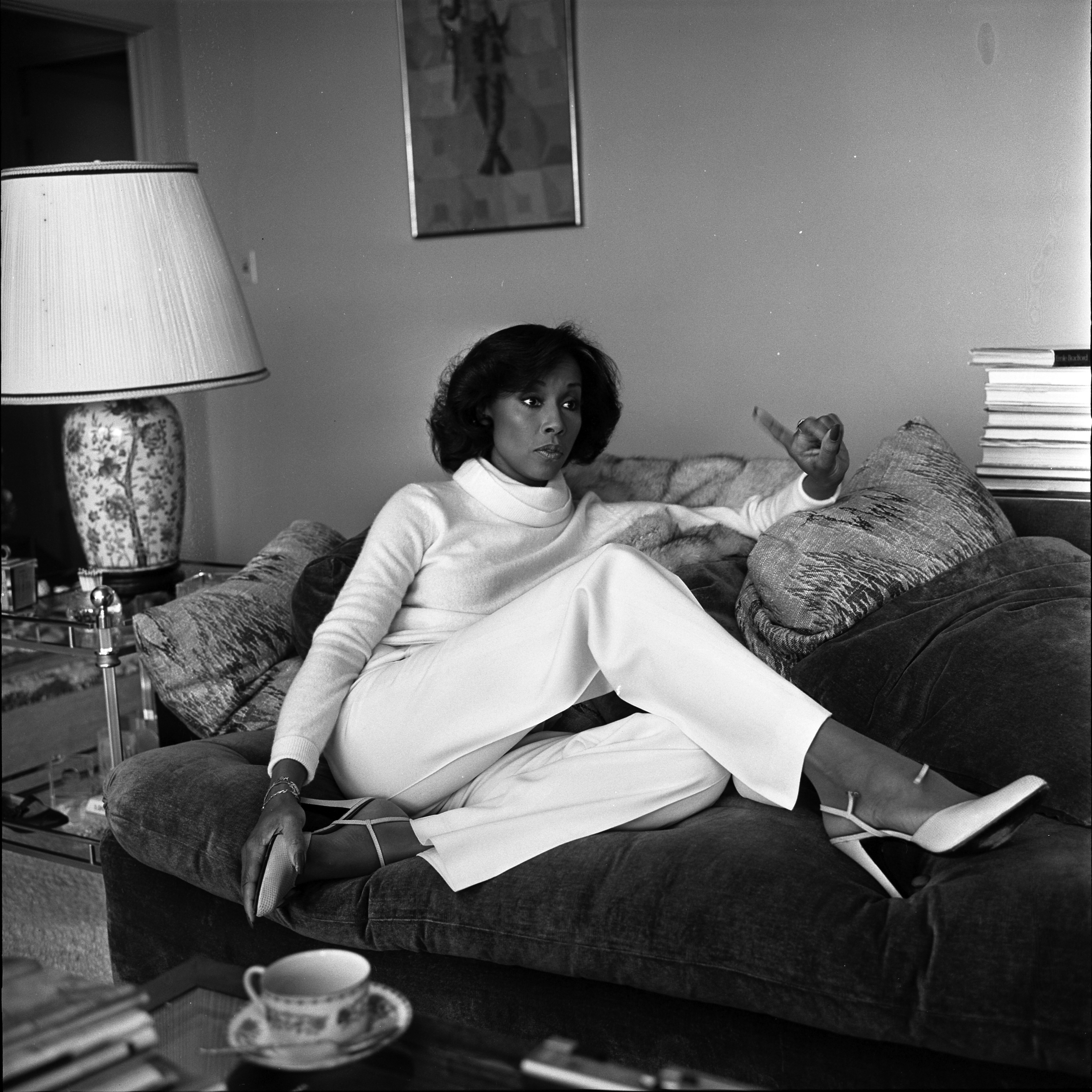
Inför skapandet av "Legs (Keep Dancing)" fann Williams inspiration från underhållaren Diahann Carrolls (på bild från 1979) memoartitel The Legs Are the Last to Go (2008).

"Legs (Keep Dancing)" skrevs av Disney-låtskrivaren och musikproducenten Chantry Johnson, Kjersti Long samt Kipper Jones. Det blev tredje gången som Williams samarbetade med Jones efter "The Right Stuff" (1988) och "The Comfort Zone" (1991). Inför skapandet av "Legs (Keep Dancing)" fann Williams inspiration från underhållaren Diahann Carroll och hennes memoartitel The Legs Are the Last to Go (2008). I tidiga samtal med Jones ville hon hedra Carroll genom att återanvända textstycket, men var osäker på om hon ville att den skulle vara låttiteln eller bara tillhöra en del av låttexten. Duon bestämde sig till sist för det sistnämnda. Skapandeprocessen för "Legs (Keep Dancing)" blev lik den till "The Comfort Zone" år 1991 då Jones och Williams först diskuterade ett övergripande tema och sedan fortsatte därifrån. Om att åter arbeta ihop med Jones efter så många år kommenterade Williams: "Det är en fröjd att få skapa ny musik bakom mikrofonen igen tillsammans med gamla vänner. Det ligger en speciell sorts ynnest i att skapa nytt samtidigt som man kan blicka tillbaka till så många år i den här branschen som gett så mycket framgångar, glädje och minnen."
Williams spelade in "Legs (Keep Dancing)" och det tillhörande studioalbumet under sommaren 2023 medan hon var arbetslös som skådespelare till följd av SAG-AFTRA-strejken. I en intervju på The Today Show kommenterade hon: "Det är en trallvänlig låt. Jag ville göra något sånt nu när jag är 61. Typ: jag är fortfarande här. Jag är fortfarande relevant. Jag har fortfarande saker att säga och göra, även som skådespelare. Så under strejken spelade jag in ett album. Jag har planerat för det här i åratal [att återvända till musiken] och till sist sade jag: 'Nu är det dags'. Vi tog hela sommaren i anspråk och gjorde det här albumet."

## Komposition och textanalys
"Legs (Keep Dancing)" är en danspop-låt i medelsnabbt tempo med en total speltid på tre minuter och åtta sekunder (3:08). Den gör retroanspråk tack vare antydan till 1980-tals disco. Markos Papadatos från Digital Spy beskrev den som en "gladlynt, frigörande och mycket underhållande" komposition.
Williams sånginsats på "Legs (Keep Dancing)" har beskrivits som "kristallklar och brännhet". Det genomgående temat i låten är upplyftande och har beskrivits som en hymn för kvinnlig styrka. US Weekly-skribenten Eliza Thompson tolkade Williams, som vid utgivningen var 61 år, att hon tänkte fortsätta tro på sig själv oavsett ålder och att texten var en uppmaning till lyssnare att göra detsamma. Direkt med första versen "I'm still here, still standing, still kicking in fact, I’m the best I've ever been" tar Williams sikte mot åldersdiskriminering enligt Berlin från Music Times. I bryggan sjunger hon: "Say what you say, expect me to fade/ I don’t think about it" innan hon fortsätter: "I got work left to do and I’m not close to through/ Not while I still got these legs". I refrängen ansåg Thompson att Williams fortsätter lättsamt men med trotsig attityd: "They say the legs are the last to go/ I'mma keep dancing/ I’m still putting on the show/ I'mma keep dancing/ Till I can't do it no more". Berlin noterade hur Williams använt Carrolls boktitel som en positiv affirmation att man bara är så gammal som man känner sig.

## Mottagande

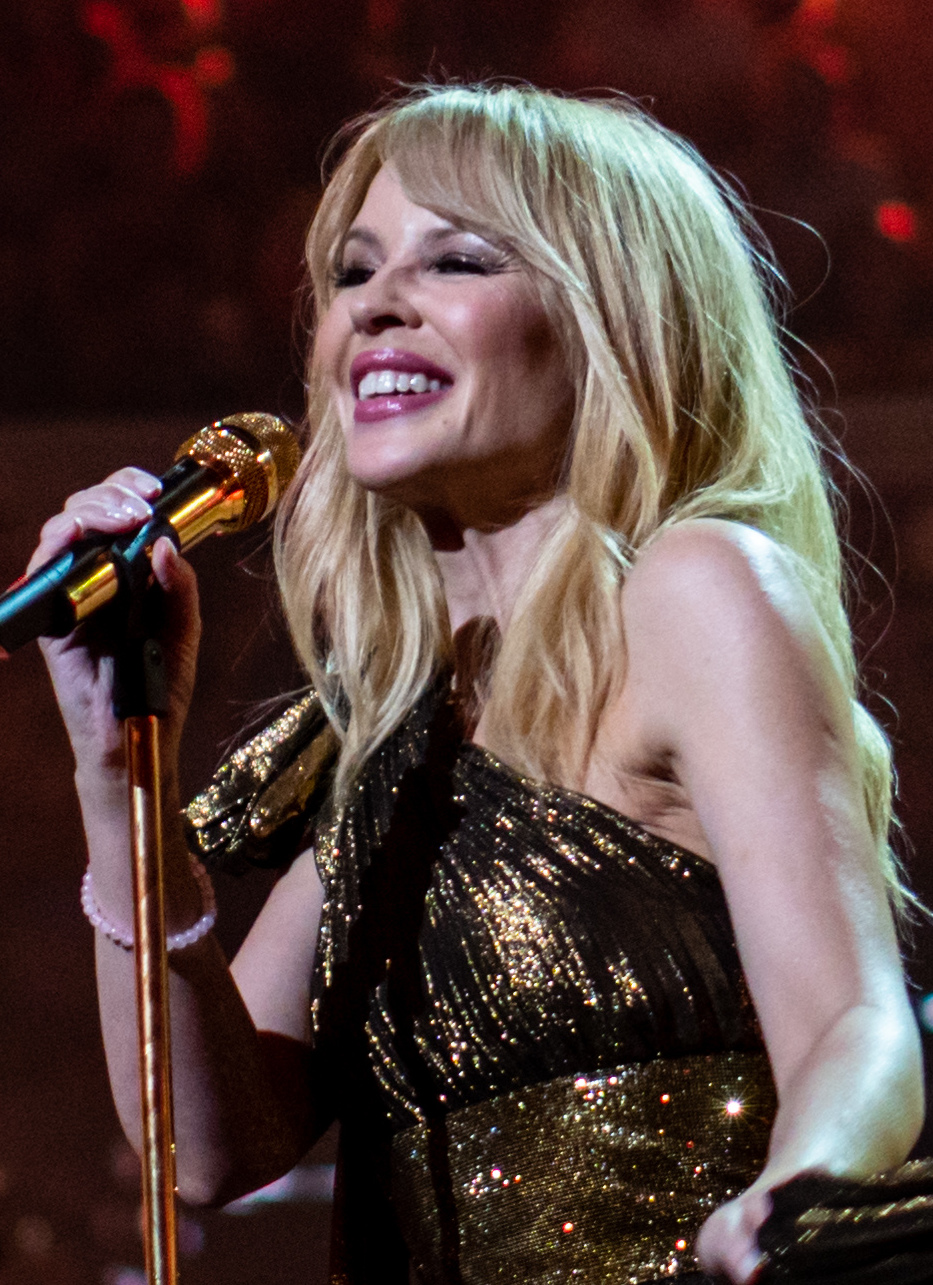
"Legs (Keep Dancing)" ansågs vara en subtil nickning till artistkollegan Kylie Minogue (på bilden) och hennes "Dancing" (2018).

Josh Baker från Ebony ansåg att "Legs (Keep Dancing)" blåste nytt liv i Williams "ikoniska sound" och att den hjälpte till att befästa hennes status som en legend inom amerikansk nöjesindustri. Papadatos från Digital Spy ansåg att låtens dragningskraft låg i retrokänslan och antydan till disco. Han trodde att radiostationer snabbt skulle lägga till den i sina spellistor. Den brittiska webbplatsen Culture Fix beskrev den som en "powerhouse-danspop-dänga" och att det var tydligt att Williams siktade mot dansgolven. Recensenten beskrev produktionen som "utsökt beroendeframkallande danspop" och fortsatte: "Vanessa låter verkligen helt perfekt på det här numret och får oss att bli riktigt exalterade inför hennes länge-efterlängtade nya studioalbum." WBLS beskrev låten som en "triumferande återkomst" för Williams.
I sin recension för Music Times trodde skribenten Erica Berlin att "Legs (Keep Dancing)" var en subtil nickning till Kylie Minogue och hennes "Dancing" från 2018. I den låten vidrör Minogue ett liknande tema med texten "Can't stand still/ Won't slow down/ when I go out I wanna go out dancing". Berlin skrev: "Precis som Minogue testades Williams hårt som ung men kom ut starkare på andra sidan och fortsatte därefter att ha influens på kulturen årtionden in i karriären. 'Legs' skulle säkerligen vara godkänd av Kylie, inte bara för att den låter som en discoinfluerad popdänga som den Australienska stjärnan är en odisputabel mästare på."
Efter utgivningen nådde "Legs (Keep Dancing)" tredjeplatsen på Dance/Electronic Digital Song Sales sammansatt av Billboard, hennes första notering på den topplistan. I Storbritannien nådde "Legs (Keep Dancing)" plats 85 respektive 76 på singellistorna UK Singles Sales Chart och UK Singles Download Chart utfärdade av Official Charts Company. Låten blev hennes första sedan juli 1995 att gå in på någon listan i landet.

## Format och låtlistor
Information hämtad från Digital Spy.
| 1. | "Legs (Keep Dancing)" | 3:08 |

## Topplistor

### Veckolistor
| Lista (2024)                                        | Topplacering |
| --------------------------------------------------- | ------------ |
| Storbritannien UK Singles Sales Chart (OCC)         | 85           |
| Storbritannien UK Singles Download Chart (OCC)      | 76           |
| USA Dance/Electronic Digital Song Sales (Billboard) | 3            |

## Utgivningshistorik
| Land    | Datum         | Utgåva            | Format                        | Skivbolag     | Ref.  |
| ------- | ------------- | ----------------- | ----------------------------- | ------------- | ----- |
| Diverse | 26 april 2024 | Originalversionen | Digital nedladdning streaming | Mellian Music | [ 1 ] |
| Diverse | 14 juni 2024  | The Remixes EP    | 12" vinyl                     | Mellian Music | [ 3 ] |